# Bit maléfique
 (mai 2024).
La mise en forme du texte ne suit pas les recommandations de Wikipédia : il faut le « wikifier ».
Les points d'amélioration suivants sont les cas les plus fréquents. Le détail des points à revoir est peut-être précisé sur la page de discussion.
- Les titres sont pré-formatés par le logiciel. Ils ne sont ni en capitales, ni en gras.
- Le texte ne doit pas être écrit en capitales (les noms de famille non plus), ni en gras, ni en italique, ni en « petit »…
- Le gras n'est utilisé que pour surligner le titre de l'article dans l'introduction, une seule fois.
- L'italique est rarement utilisé : mots en langue étrangère, titres d'œuvres, noms de bateaux, etc.
- Les citations ne sont pas en italique mais en corps de texte normal. Elles sont entourées par des guillemets français : « et ».
- Les listes à puces sont à éviter, des paragraphes rédigés étant largement préférés. Les tableaux sont à réserver à la présentation de données structurées (résultats, etc.).
- Les appels de note de bas de page (petits chiffres en exposant, introduits par l'outil «  Source ») sont à placer entre la fin de phrase et le point final[comme ça].
- Les liens internes (vers d'autres articles de Wikipédia) sont à choisir avec parcimonie. Créez des liens vers des articles approfondissant le sujet. Les termes génériques sans rapport avec le sujet sont à éviter, ainsi que les répétitions de liens vers un même terme.
- Les liens externes sont à placer uniquement dans une section « Liens externes », à la fin de l'article. Ces liens sont à choisir avec parcimonie suivant les règles définies. Si un lien sert de source à l'article, son insertion dans le texte est à faire par les notes de bas de page.
- La présentation des références doit suivre les conventions bibliographiques. Il est recommandé d'utiliser les modèles {{Ouvrage}}, {{Chapitre}}, {{Article}}, {{Lien web}} et/ou {{Bibliographie}}. Le mode d'édition visuel peut mettre en forme automatiquement les références.
- Insérer une infobox (cadre d'informations à droite) n'est pas obligatoire pour parachever la mise en page.

Pour une aide détaillée, merci de consulter Aide:Wikification.
Si vous pensez que ces points ont été résolus, vous pouvez retirer ce bandeau et améliorer la mise en forme d'un autre article.
 (août 2025).
Le evil bit ou bit maléfique (traduction littérale) est un champ d'en-tête de paquet IPv4 fictif proposé dans une RFC humoristique du poisson d'avril de 2003, rédigée par Steve Bellovin.
La demande de commentaires recommandait que le dernier bit inutilisé restant, le « bit réservé » dans l'en-tête du paquet IPv4, soit utilisé pour indiquer si un paquet avait été envoyé avec une intention malveillante, rendant ainsi à l'ingénierie de sécurité informatique un problème facile. Il suffit d'ignorer simplement tous les messages avec le bit maléfique défini et faire confiance au reste.

## Influence
Le bit maléfique est devenu synonyme de toutes les tentatives visant à rechercher des solutions techniques simples à des problèmes sociaux humains difficiles qui nécessitent la participation volontaire d'acteurs malveillants, en particulier les efforts visant à mettre en œuvre la censure d'Internet à l'aide de solutions techniques simples.

## Anecdote
Dans le cadre du poisson d'avril, FreeBSD a implémenté le support du bit maléfique ce jour-là, mais a supprimé les modifications le lendemain. Un correctif Linux implémentant le module iptables « ipt_evil » a été publié l'année suivante. De plus, un correctif pour FreeBSD 7 est disponible et est tenu à jour.
Il existe une extension pour le protocole XMPP, inspirée du bit maléfique.[réf. nécessaire]
Cette RFC a également été citée dans la très sérieuse RFC 3675, « .sex considéré comme dangereux ».
Pour le poisson d'avril de 2010, Google a ajouté un paramètre &evil=true aux requêtes via les API Ajax.
Un correctif pour ajouter la compatibilité à la RFC 3514 dans Wireshark a été proposé mais n'a jamais été implémenté.

## Voir également
- Solution technologique
- Ne pas suivre
- HTTP 451